# 동작중학교
동작중학교(銅雀中學校)는 대한민국 서울특별시 동작구 동작동에 있는 공립 중학교이다.

## 학교 연혁
- 1984년 12월 8일 : 동작중학교 15학급 설립인가
- 1985년 3월 1일 : 초대 문상렬 교장 취임
- 1985년 3월 5일 : 신입생 입학(남 6학급, 여 6학급)
- 1985년 4월 25일 : 개교식
- 1988년 2월 29일 : 제1회 졸업식(남 6학급, 여 6학급)
- 2023년 1월 4일 : 제36회 졸업식(남 95명, 여 47명 계 142명, 총 졸업생 11,344명)
- 2023년 3월 1일 : 제14대 김허중 교장 취임
- 2023년 3월 2일 : 신입생 입학(5학급 138명 입학)

## 참고 자료
- 동작중학교 - 한국교육학술정보원 학교알리미